# Capriccio con edifici palladiani
Il Capriccio con edifici palladiani è un dipinto a olio su tela (58x82 cm) di Canaletto, databile al 1756-1759 circa e conservato nella Galleria nazionale di Parma.

## Storia
L'opera entra nella collezione della Galleria nazionale di Parma nel 1825 dopo esser stato in possesso della duchessa Maria Luigia d'Austria e ancor prima della famiglia veneziana degli Aglietti. Il soggetto è stato messo in relazione da molti studiosi con la famosa lettera inviata nel 1749 da Francesco Algarotti, scrittore e collezionista veneziano, a Prospero Pesci, pittore veneziano, e considerata da molti una sorta di "manifesto del Capriccio". Nella lettera Algarotti parla di quadri che rappresentano edifici immaginari o estrapolati da altri contesti tra i quali si parla di un quadro che può essere identificabile con il Capriccio di Canaletto.

## Descrizione
Il dipinto raffigura un corso d'acqua, che sembra fedelmente ripreso dalla veduta di Windsor dello stesso Canaletto, attraversato da un ponte. Le gondole, i burci e le macchiette ci dicono che siamo a Venezia, ma gli edifici, che realmente esistono, sono in realtà collocati in altre città. Si tratta, infatti, di un capriccio, un genere pittorico che ebbe grande fortuna nel Settecento. Sulla destra vi è la Basilica Palladiana, a sinistra Palazzo Chiericati, entrambi celebri architetture di Vicenza progettati da Andrea Palladio. Al centro troviamo il progetto dello stesso Palladio, mai realizzato, per il Ponte di Rialto.